# リンゴの皮を剥く女性
『リンゴの皮を剥く女性』（リンゴのかわをむくじょせい、独: Apfelschälerin、英: The Apple Peeler）は、17世紀オランダ黄金時代の画家ヘラルト・テル・ボルフが1660年ごろ、板で裏打ちしたキャンバス上に油彩で制作した絵画。

## 解説
一見したところ、純粋な風俗の情景に見えるが、絵画は道徳的な格言や諺として読み取ることのできる寓意的な意味を持っている。ブリュッセルのカール・アレクサンダー・フォン・ロートリンゲンの収集にあった作品で、1780年にウィーンの帝室画廊のために取得された。1809-1815年にはパリに持ち去られたが、返還され、現在はウィーンの美術史美術館に所蔵されている。

## 作品
描かれているのは、小さな少女がリンゴの皮を剥く母親 (モデルはテル・ボルフの妹のヘジーナ) を物問いたげに、物欲しそうに注意深く眺めているという家庭的な情景である。我が子に対する親の配慮と責任は、頻繁にオランダの風俗画の内容とされており、同時代の文学の道徳的な格言詩においてもそれと呼応する状況が見られる。
この絵画については、子供の、そしてそれ以上に自分自身の貪欲な心の願望を叶えることに対して警告する道徳的格言を引き合いに出すことができる。具体的にはヤーコプ・カッツの『古今の時代の鏡 (Spiegel van den ouden en nieuwen Tyt)』 (1632年刊) の中の格言詩が役立てられたようで、その第2章第4のリンゴ売りの女性を描写した詩文の一節には次のように記されている。「女性に、友人に、子供に、彼らが心で考え出すもののすべてを与えてはならぬ、そしてなかんずく、汝の貪欲な心が要求するもののすべてを汝自身に与えてはならぬ」というものである。
また、ルーメル・フィッセルの『寓意の絵札集』からの1つの寓意図像も、この関連で引き出せる。果物の入った深皿の画像には「早く熟せば、早く腐る」という表現が付随しており、それによって子供の早熟に対して警告を発している。すなわち、親は自分の子供たちに成人のような振舞をさせないように忠告されているのである。さらに、この絵画には、明らかに無常を指し示すものが含まれている。画面左側の消えたロウソクと右側の地図は、よく使われていたヴァニタスの象徴である。
本作には、室内の設計、卓上の静物描写、壁面上の地図といったモティーフにヨハネス・フェルメールの影響が見られる。制作年については、登場人物の衣服の流行および様式的特徴にもとづいて1660年ごろという提起がなされている。